# Feaella indica
Feaella indica är en spindeldjursart som beskrevs av Chamberlin 1931. Feaella indica ingår i släktet Feaella och familjen Feaellidae. Inga underarter finns listade i Catalogue of Life.